# CHUM-FM
Pour l’article homonyme, voir CHUM (AM).
CHUM-FM est une station de radio musicale canadienne, de langue anglaise, basée à Toronto, en Ontario, au Canada. Elle appartient au groupe canadien Bell Media.
Diffusée en modulation de fréquence sur la fréquence 104,5 MHz, son émetteur est situé en haut de la tour CN, tant et si bien qu'elle est accessible tant dans le Nord de l'État de New York, dans le nord Est de la Pennsylvanie que dans la ville ontarienne d'Orillia au nord de Toronto. Elle est également disponible sur le câble, notamment sur Shaw Direct, Bell Télé et Rogers Cable.
CHUM-FM est, selon l'institut de mesure canadien Sondage BBM, l'un des radios de Toronto ayant le plus grand nombre d'auditeurs ; elle est en outre la seconde plus forte audience dans sa catégorie musicale derrière CHFI-FM, propriété de Rogers Media.